# Andrzej Chybziński
Andrzej Chybziński (ur. 1956) – polski koszykarz występujący na pozycji skrzydłowego, mistrz Polski, trener Pogoni Prudnik w latach 1989–1990.

## Osiągnięcia
Na podstawie, o ile nie zaznaczono inaczej.
Drużynowe
- Mistrz Polski (1977)
- Zdobywca pucharu Polski (1977)